# Andira surinamensis
Andira surinamensis là một loài thực vật có hoa trong họ Đậu. Loài này được (Bondt) Pulle miêu tả khoa học đầu tiên.